# شوتا تاجیما
شوتا تاجیما (انگلیسی: Shota Tajima؛ زادهٔ ۲۹ سپتامبر ۱۹۹۲) بازیکن فوتبال اهل ژاپن است.